# Nørager (Norddjurs Kommune)
 For alternative betydninger, se Nørager. (Se også artikler, som begynder med Nørager)
Nørager er en landsby på Djursland med 312 indbyggere  (2024). Nørager er beliggende fire kilometer øst for Vivild. Fra Randers er der 33 kilometer mod øst til Nørager og fra Grenaa er der 29 kilometer mod vest til byen.
Byen er kendt for sit store sammenhold, og blev blandt andet derfor i februar 2013, kåret som årets landsby i Region Midt. 
Byen ligger i Region Midtjylland og hører under Norddjurs Kommune. Nørager er beliggende i Nørager Sogn.
Nørager Kirke ligger i Nørager.
Man kan læse mere på byens hjemmeside https://www.noeragerdjursland.dk